# Aeronomy of Ice in the Mesosphere
Aeronomy of Ice in the Mesosphere (AIM, auch SMEX 9) war ein NASA-Satellit zur Beobachtung der leuchtenden Nachtwolken. Dabei stand die Entstehung und Veränderung dieser höchsten Wolken im Mittelpunkt der Forschungen.
AIM wurde am 25. April 2007 um 20:26 UTC mit einer Pegasus-XL-Rakete gestartet und umkreiste die Erde in einem polaren Orbit. Nach dem Start erhielt der Satellit die zusätzliche Bezeichnung Explorer 90. Seine Primärmission dauerte planmäßig bis Juni 2009. Danach wurde der Betrieb mehrmals verlängert, zuletzt bis September 2023. Seit 2019 wurde ein Kapazitätsverlust der Batterien beobachtet und im März 2023 fiel dadurch die Kommunikation mit der Bodenstation aus, woraufhin die Mission für beendet erklärt wurde.
Die Mission wurde vom Goddard Space Flight Center der NASA geleitet und durch das SMEX-Programm (SMall EXplorers) finanziert. Die Leitung der AIM-Mission wurde der Hampton University in Virginia übertragen. Deren Center for Atmospheric Sciences war zusammen mit anderen US-Universitäten für die Experimente des Satelliten verantwortlich.

## Instrumente
Drei Experimente befanden sich an Bord:
| CIPS Das Cloud Imaging and Particle Size Experiment war ein komplexes Kamerasystem, das die Wolken fotografieren sollte. Das Instrument wurde vom Laboratory for Atmospheric and Space Physics (LASP) der University of Colorado gebaut und verfügte über vier Kameras. Es konnten Panoramabilder mit 120° mal 80° angefertigt werden. Außerdem wurde der Kontrast der Fotos durch einen Filter für ultraviolettes Licht verstärkt.  |
| SOFIE Das Solar Occultation for Ice Experiment verfügte über verschiedene Sensoren. So sollte die Temperatur der Wolken gemessen werden. Mit SOFIE sollte die Beschaffenheit der Wolken erforscht werden. Dazu gehörte, die Menge des gefrorenen Wasserdampfes zu ermitteln. Zusätzlich konnte SOFIE Gase definieren, wodurch die Chemie dieser Wolken erklärt werden sollte. Gebaut wurde das System von der Utah State University. |
| CDE Das Cosmic Dust Experiment wurde wie das CIPS-Gerät vom LASP gebaut und sollte, wie Stardust, kleine Meteoritenpartikel auffangen, die in die Erdatmosphäre gelangt sind. Dies war wichtig, da vermutet wurde, dass dieser Staub für die Entstehung oder Veränderung der hohen Wolken von Bedeutung ist. Auf dem Satelliten war CDE so befestigt, dass es von der Erde weg gerichtet war.                                        |